# Aleksander Felicjan Cieszkowski
Aleksander Felicjan Cieszkowski herbu Dołęga – podkomorzy czernihowski w latach 1683–1699, podkomorzy nowogrodzkosiewierski w 1680 roku, chorąży nowogrodzkosiewierski w latach 1672–1676, stolnik łęczycki w latach 1670–1672, starosta kleszczelski, porucznik chorągwi pancernej.
Poseł sejmiku czernihowskiego na sejm 1683 roku, sejm 1690 roku, sejm nadzwyczajny 1693 roku.
W 1674 roku był elektorem Jana III Sobieskiego z województwa czernihowskiego.